# Sparkling☆Point 1
『Sparkling☆Point 1』（スパークリングポイント・ワン）は、スパークリング☆ポイントの1枚目のオリジナルアルバム。2005年7月13日にGIZA studioから発売された。

## 内容
初回盤はスリーブケース仕様でブックレット「スパークリング☆ポイント ワンダフルBOOK」が封入されている。内容は奄美大島についての特集、インタビュー、セルフライナーノーツなど。夏、海、ビーチ、奄美大島をキーワードにして制作した。

## 批評
CDジャーナルは「センチメンタルなバラードも随所に挿入し、まさに正統派アイドル・ポップ。特に、キュートなコーラス・ワークが魅力」と評した。

## 収録曲
全曲　作詞：スパークリング☆ポイント
1. 潮風感じて Dance×3
作曲：Perry Geyer　編曲：Cybersound
2. トロピカルビーチ
作曲：大野愛果、編曲：night clubbers
4thシングル
3. Hey Hey Baby! You're NO.1!
作曲：大野愛果、編曲：豆田将
1stシングル
4. We'll be arlight
作曲：川島だりあ、編曲：night clubbers
5. Have a good time!
作曲・編曲：徳永暁人
3rdシングル
6. ズット
作曲：瀬尾義経、編曲：小澤正澄
7. Please again
作曲：沢井美緒、編曲：Dreddy D
2ndシングルのカップリング。
8. 最後の夏休み
作曲：宇徳敬子　編曲：結城徹
9. So stay together
作曲：大野愛果、編曲：小澤正澄
2ndシングル
10. Only One
作曲：大野愛果、編曲：Cybersound
1stシングルのカップリング
11. 海へ行こうよ
作曲：川島だりあ、編曲：BOOTEE
12. Hey Hey Baby! You're NO.1! -AMAMI RUB A DUB-
Remix：DAY TRACK
1stシングル表題曲をレゲエ風にリミックスされたものになっている[3]。

## レコーディング参加
- 増崎孝司（DIMENSION） - ギター(#8)
- 大野愛果 - コーラス(#2)